# Marsa al-Burayqah
Marsa al-Burayqah eller Marsa al-Brega är en oljehamn i nordöstra Libyen, längst in i Sidrabukten. Platsen var helt öde när den 1960 bestämdes som slutpunkt för Libyens första oljeledning från inlandet. Nu finns här flera olje- och gasledningar samt petroleumraffinaderier, och 2003 beräknades 12 594 människor bo i staden.